# Nakajima E8N
Die Nakajima E8N (jap. 九五式水上偵察機, Kyūgo-shiki suijō teisatsuki, dt. „Typ-95-Wasseraufklärungsflugzeug“, alliierter Codename: Dave) war ein Aufklärungswasserflugzeug der Kaiserlich Japanischen Marine vor und während des Zweiten Weltkrieges.

## Geschichte
Der Doppeldecker, namentlich gekennzeichnet als achtes Aufklärungswasserflugzeug im Dienst der japanischen Marine, wurde 1933 auf Basis der Nakajima E4N konstruiert und ersetzte diese. Sie wurde von 1935 (Kōki 2595, daher die Typbezeichnung) bis 1940 von der Entwicklerfirma Nakajima und dem Flugzeughersteller Kawanishi produziert. Das Flugzeug wurde vor allem zur Aufklärung auf Kriegsschiffen mitgeführt und von diesen aus per Katapult gestartet. Im zweiten Japanisch-Chinesischen Krieg wurde sie aber auch als Jagdflugzeug, Sturzkampfflugzeug und Artilleriebeobachter eingesetzt. Nachdem die Produktion des Typs 1940 eingestellt worden war und man die E8N nach und nach aus ihrem ursprünglichen Aufgabenbereich zurückgezogen hatte, setzte man die für den Aufklärungs- und Kampfeinsatz zu stark veralteten Maschinen als Schulungs- und Verbindungsflugzeuge ein.
Eine E8N2 wurde auch auf dem deutschen Hilfskreuzer Orion als Ersatz für deren Arado Ar 196 mit britischen Markierungen und der fiktiven RAF-Seriennr. L5196 eingesetzt. Gekauft wurde sie von Vizeadmiral Paul Wenneker (dem deutschen Marineattaché in Japan und „Admiral Ostasien“), mit dem Versorger Münsterland zu den Marianen gebracht und am 1. Februar 1941 bei den Maug Islands an die Orion übergeben. Das Flugzeug wurde von Leutnant Klaus von Winterfeldt geflogen und ging am 26. Mai 1941 vor Madagaskar verloren, nachdem es sich beim Startversuch überschlagen hatte und nicht schnell genug geborgen werden konnte.

## Technische Daten
| Kenngröße             | Daten der E8N1                                                                                    |
| --------------------- | ------------------------------------------------------------------------------------------------- |
| Besatzung             | 2                                                                                                 |
| Länge                 | 8,81 m                                                                                            |
| Spannweite            | 10,98 m                                                                                           |
| Höhe                  | 3,84 m                                                                                            |
| Flügelfläche          | 26,5 m²                                                                                           |
| Leermasse             | 1320 kg                                                                                           |
| Startmasse            | 1900 kg (nach anderer Quelle: 2050 kg)                                                            |
| Höchstgeschwindigkeit | 294–300 km/h in 3000 m Höhe                                                                       |
| Marschgeschwindigkeit | 185 km/h                                                                                          |
| Steigzeit             | 6,31 min auf 3000 m Höhe                                                                          |
| Dienstgipfelhöhe      | 7270 m                                                                                            |
| Reichweite            | 900 km                                                                                            |
| Triebwerk             | ein luftgekühlter 9-Zylinder-Sternmotor Nakajima Kotobuki 2KAI1 mit 580 PS (427 kW) Startleistung |
| Bewaffnung            | 2 × 7,7-mm-Maschinengewehre; 60 kg Bombenlast                                                     |